# Mendo Gonçalves da Maia
Mendo Gonçalves da Maia (c. 1020 – 26 de Novembro de 1065,) filho de Gonçalo Trastamires, 2º senhor da Maia e de Unisco Sisnandes, foi um nobre do Condado Portucalense e o 3º senhor da Maia. Segundo os Annales Portucalenses Veteres, foi um "varão ilustre e de grande poder em todo Portugal". A sua presença registra-se entre 1045 e 1065 a presidir pleitos judiciários. Em 1049, 1053 e 1059 acompanhou ao rei Fernando I de Leão.  Num julgamento em Palência em 1059, o rei Fernando se referiu a ele como "infançõe de Portugal". Provavelmente, participou na conquista de Coimbra no ano 1064.

## Matrimónio e descendência
Casou com Leodegúndia Soares Tainha, filha do senhor da Várzea, Soeiro Guedes (ou Godins, possivelmente, segundo António Almeida Fernandes, Soeiro Galindes, senhor da região de Riba Cávado), ascendente dos de Azevedo e de Baião, provenientes da mais alta nobreza  européia e descendente de Guido II de Spoleto, e de Leodegúndia Tainha, de quem teve:
- Soeiro Mendes da Maia "O bom" (fl. 1060–1108), patrono do Mosteiro de Santo Tirso,[5] casou com Gontrode Moniz;[4][6][5]
- Gonçalo Mendes da Maia (fl. 1068–1110),  casou com Urraca Teles;[5]
- Maior Mendes da Maia, monja em Santo Tirso. "É possivel que se trate de confusão com Maior Mendes, devota, filha de Mendo Moniz";[5]
- Dórdia Mendes da Maia, a esposa de Paio Guterres da Silva, representante do rei em Cávado nos finais do século XI.[3][5]

Possivelmente foram os pais de:
- Paio Mendes que exerceu o cargo de Arcebispo de Braga entre os anos 1118 e 1137.[3] No entanto, o arcebispo poderia ter sido membro da família de Sousa como o filho de Mem Viegas de Sousa, e irmão de Gonçalo e Soeiro Mendes de Sousa.[7]